# My Life as a Teenage Robot
My Life as a Teenage Robot (La robot adolescente en Hispanoamérica y Mi vida de robot adolescente en España) es una serie animada estadounidense creada por Rob Renzetti producida por Frederator Studios para Nickelodeon. Ambientada en la ciudad ficticia de Tremorton, la serie sigue las aventuras de una superheroína robot llamada XJ-9, o Jenny, como prefiere que la llamen, que intenta hacer malabarismos con sus deberes de proteger la Tierra mientras trata de vivir una vida humana normal como adolescente.
Se estrenó en Nickelodeon el 1 de agosto de 2003 en los Estados Unidos. El episodio final salió al aire el 9 de septiembre de 2005. Los episodios retransmitidos de la serie finalmente fueron vistos en Nicktoons del 4 de octubre de 2008 hasta el 2 de mayo de 2009. La serie totalizo 3 temporadas que en total son 40 episodios, incluyendo una película para televisión titulada "Escape from Cluster Prime", esta última logró una nominación para un Premio Emmy.

## Argumento
"Mi Vida como una Robot Adolescente (abreviado como La Robot Adolescente en América Latina) es protagonizada por una chica robot de (1,98 m (6′ 6″)) y mentalidad de 16 años, llamada XJ-9. Aunque ella prefiere ser conocida simplemente como "Jenny" (La pronunciación en inglés de J-9 es Jay-Nine: Yei-Nain). 
Jenny vive en el pueblo de Tremorton, en el año 2072 (presumiblemente, aun cuando se muestran artefactos tecnológicos que claramente corresponden a décadas bastante anteriores). 
A Jenny le encanta ir al centro comercial, quiere ser aceptada en la escuela y le gusta salir con sus amigos, los hermanos Brad Carbunkle y Tuck Carbunkle, al mismo tiempo que se encarga de salvar al mundo. Su creadora (también conocida como "Mamá"), la Doctora Noreen Wakeman, la diseñó como una sofisticada robot de batalla y espera que ella mantenga a salvo a la raza humana de cualquier amenaza. 
A Brad le gusta lo que Jenny hace y a menudo le ayuda, pero su hermano, Tuck, no tiene cuidado y con frecuencia se ve envuelto en problemas. Jenny se ganó la antipatía de las primas Krust, las chicas populares de la escuela, e incluso tiene un pretendiente humano, un muchacho llamado Sheldon Oswald Lee, pero Jenny amaba a un héroe robot llamado Silver Shell (creado por Sheldon, quien lo “viste”, tal como Iron Man viste su armadura).
Jenny es perseguida por la Reina Vexus, la soberana del planeta robot llamado Cluster Prime, debido a que quiere que se una a su ejército robótico para conquistar la Tierra y esclavizar a los humanos. Jenny no puede tener la vida normal que tanto quiere, pero hace lo mejor que puede para conseguirlo.
Aunque el show está basado en el futuro, el diseño artístico es un híbrido de tecnología de los años 60 o 70 y tecnología futurista.

## Personajes
- Jenny Wakeman / XJ-9: Es la protagonista principal de la serie. Es una robot humanoide con súperpoderes y una personalidad de adolescente hecha para defender al mundo de cualquier clase de amenaza. Tiene solo 5 años, pero fue creada para comportarse como una adolescente de 16 años (según sus diagramas).
- Noreen Wakeman: Es la científica que creó a Jenny, y por tanto asume para ella el papel de madre. Es quien normalmente da consejos y ayuda materna a Jenny, además de repararla la mayoría de las veces que se daña y actualizarla con nuevos dispositivos y armas, Tiene 55 años.
- Brad Carbunkle: Es el primer y mejor amigo de Jenny. Es quien usualmente la acompaña en sus aventuras y le da consejos y aclaraciones del mundo de los jóvenes cuando los necesita, Tiene 17 años.
- Tuck Carbunkle: Es el hermano menor de Brad y también amigo de Jenny. Es un niño de 8 años pequeño muy activo que suele acompañar a Jenny en sus aventuras. A él Jenny le parece un robot increíble, aunque usualmente la manipula para sus propósitos.
- Sheldon Oswald Lee: Es un joven compañero de escuela de Jenny quien está enamorado de ella (no siendo correspondido). Por su inteligencia y conocimientos de robótica es quien repara o actualiza a Jenny cuando su madre no puede o quiere hacerlo, Tiene 17 años.
- Vexus: Es una robot reina del Cluster Prime. Planea esclavizar al mundo y pretende que Jenny se una a su ejército por cualquier medio. Es la principal enemiga de Jenny.

## Episodios
La serie consta de tres temporadas (de 13 episodios la primera, 14 la segunda y 13 la tercera). La mayoría de los episodios están dividido en dos mini-episodios de aproximadamente 11 minutos cada uno que en total son 75 mini episodios y una película de dos partes. La 4.ª temporada no fue aprobada por los productores de Nickelodeon ya que estaban haciendo otros proyectos.

### Primera temporada
- 1: Hay algo ahí dentro - Control de Plagas
- 2: La Androide de Trapo - Primer día de Clases
- 3: El Ataque del Desadaptado Enamorado - Una Fortaleza Particular
- 4: No Escucho Nada - Objeto Volador no Autorizado
- 5: La Gran Fiesta - No Digo Nada
- 6: No Veo Nada - Una Fiesta Entintada
- 7: El Retorno de la Androide de Trapo - Juanito y El Lobo
- 8: Oleada de Hermanas - Desertora de Preescolar
- 9: Transformación Hostil - Gloria de un Futbolista
- 10: Vestidas Para Matar - El Chico Robot
- 11: Soñar Despierto - Ahora un Poco de Sensibilidad
- 12: Salvada por la Coraza - Confrontación en la convención
- 13: El Maravilloso Mundo de Wizzly - Problemas de Comunicación

### Segunda temporada
- 14: Un Robot para Cada Ocasión (especial de Navidad)
- 15: Choque Futuro - Humillación 101
- 16: El último cero de acción - La mente sobre la materia
- 17: Ámalos o átalos - La hora del equipo adolescente
- 18: La lucha de las XJ - Fiesta de pijamas
- 19: Baile con armadura - La vuelta al mundo en ochenta piezas
- 20: El pacificador - Killgore
- 21: El niño hojalata - Casa de fiestas
- 22-23: La huida del Clúster principal (primera y segunda parte)
- 24: Víctima de la moda
- 25: Los expedientes secretos de Jenny - La guerra robótica
- 26: Bradventura - El drama de Mamá
- 27: Juega con la robot adolescente - La ninja alienígena adolescente

### Tercera temporada
- 28: El ídolo juvenil - El viejo sheldon
- 29: Armas de distracción masiva - No hay ningún lugar como la escuela
- 30: Una Melodía sin Armonía - Un Tuck Irritante
- 31: Pánico en el escenario - ¿Alguien dijo tío?
- 32: Una cucharada de caos - El lugar del juicio final
- 33: La Chica Robó -Oportunidades empañadas
- 34: La legión del mal - El precio del amor
- 35: Personalidad contagiosa - Sucias pláticas
- 36: Agente 00 Sheldon - Indes-Tuck-Trible
- 37: La novia de la marioneta - Mundo Histórico
- 38: Con Grilletes - Día de trabajo
- 39: Viaje al planeta de los motociclistas - La Abeja Reina
- 40: Vacu-San, el samurái - Los renegados

## Producción
Rob Renzetti se trasladó de Cartoon Network a Nickelodeon para desarrollar sus propias ideas como parte de Oh Yeah! Cartoons. En Nickelodeon, desarrolló un piloto llamado "Mi vecina era una robot adolescente", que fue la base para la serie. Después de breves períodos de trabajo en Family Guy, The Powerpuff Girls y Samurai Jack, Renzetti regresó a Nickelodeon para comenzar la serie de la robot adolescente.
Renzetti hizo 11 cortos durante dos temporadas como director de Oh Yeah! Dibujos Cartoons. Cinco de ellos protagonizados por dos personajes llamados Mina y el Conde y siguió las aventuras de una niña revoltosa y su vampiro mejor amigo. Se esperaba que estos personajes pueden obtener su propia serie, pero Nickelodeon rechazó la idea. Frente a un espacio vacío en el que el sexto corto de Mina estaba programado para ir, Fred Seibert le dio la tarea Renzetti para llegar a tres nuevas ideas. Uno de ellos era sobre una chica adolescente cuyo novio era un robot. Después de un nuevo pensamiento, Renzetti fusionó los dos personajes para crear Jenny, un robot con la personalidad de una adolescente.
El 17 de octubre de 2005, el equipo de la serie anunció en su blog que el show había sido cancelado, y la tercera temporada sería la última: "Los ejecutivos les encanta el show, pero las calificaciones no son lo suficientemente buenas para que nos den más episodios". Después de que terminó el programa, Renzetti pasó dos años como editor de argumento para My Little Pony: La Magia de la Amistad antes de pasar a convertirse en un productor de Gravity Falls.

### Reparto de voz
| Personaje                | Actor original (EE. UU.) | Actor de doblaje (Venezuela) | Actor de doblaje (España) |
| ------------------------ | ------------------------ | ---------------------------- | ------------------------- |
| XJ-9 / Jenny Wakeman     | Janice Kawaye            | Leisha Medina                | Nuria Trifol              |
| Bradley "Brad" Carbunkle | Chad Doreck              | Jhonny Torres                | José Javier Serrano       |
| Tucker "Tuck" Carbunkle  | Audrey Wasilewski        | Maythe Guedes                | Elisabet Bargalló         |
| Dra. Nora Wakeman        | Candi Milo               | Edylu Martínez               | Rosa Pastó                |
| Sheldon Oswald Lee       | Quinton Flynn            | Kaihiamal Martínez           | Hernán Fernández          |
| Sheldon Oswald Lee       | Quinton Flynn            | Kaihiamal Martínez           | Álex de Porrata           |
| Don Prima                | Quinton Flynn            | Antonio Delli                | Raúl Llorens              |
| Vexus                    | Eartha Kitt              | Soraya Camero                | -                         |
| Brittany "Brit" Krus     | Moira Quirk              | Lilo Schmid                  | Noemí Bayarri             |
| Tiffany "Tiff" Krus      | Cree Summer              | María Teresa Hernández       | -                         |
| Pteresa                  | Candi Milo               | Jhaidy Barboza               | -                         |

### Cancelación
El 17 de octubre de 2005, el equipo del programa anunció en su blog que el programa había sido cancelado y que la tercera temporada sería la última: "A los ejecutivos les encanta el programa, pero las calificaciones no son lo suficientemente buenas como para que nos den más episodios". Tras la cancelación de la serie, Renzetti se fue a Cartoon Network Studios, trabajando en Mansión Foster para Amigos Imaginarios y The Cartoonstitute, antes de pasar a Disney Channel para convertirse en productor supervisor de Gravity Falls. La tercera temporada se emitió en Nicktoons desde finales de 2008 hasta mediados de 2009, concluyendo oficialmente la serie en términos de emisión televisiva, mientras que en Latinoamérica se siguió emitiendo en Nickelodeon hasta 2011, para luego emitirse en Nicktoons hasta 2017.

## Recepción
La robot adolescente recibió mayormente críticas positivas, tanto del público, como de los críticos. Sean Aitchison de CBR escribió positivamente sobre el programa diciendo: "Aparte del aspecto del programa, La robot adolescente tenía una premisa divertida que resultó en una gran narración de comedia de acción, y definitivamente se mantiene [en la actualidad]. Aunque la descripción de teendom en el programa está algo desactualizada, los clichés terminan funcionando a favor del humor. Aunque no hay mucha progresión de la historia a lo largo de la serie, La robot adolescente es muy divertido". Joly Herman de Common Sense Media escribió de manera más negativa sobre el programa, diciendo lo siguiente: "Aunque se ve genial y tiene una energía optimista, el programa puede ser un poco molesto. Algunos niños pueden disfrutarlo por el entretenimiento sin sentido pretende serlo, pero hay que saber que hay usos mucho mejores para aprovechar una media hora gratuita".